# Pești de mare adâncime

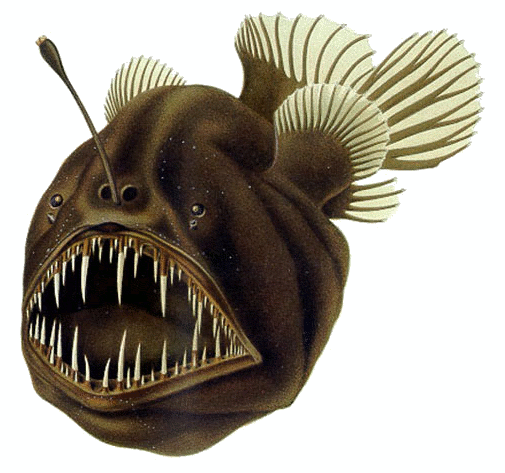
Pește undițar

Peștii de mare adâncime sunt pești care trăiesc în abisul de sub apele de suprafață luminate de soare, mai precis, sub zona  epipelagică sau fotică a mării. Peștele lanternă este, de departe, cel mai răspândit pește de mare adâncime. Printre peștii de mare adâncime se numără și anomalopidele, rechinul trabuc, peștii din familia Gonostomatidae, peștele undițar, peștele viperă, precum și unele specii de mihalț.
Doar aproximativ 2% din speciile marine cunoscute se găsesc în mediul pelagic. Aceasta înseamnă  că trăiesc în coloana de apă, spre deosebire de organismele bentice care trăiesc fie în, fie pe fundul mării. Organismele de mare adâncime se găsesc în general în zonele batipelagice (1000–4000 m adâncime) și abisopelagice (4000–6000 m adâncime). Cu toate acestea, atât organismele de mare adâncime, cât și cele din zona mezopelagică (200-1000 m adâncime) au trăsături comune, precum bioluminiscența. Zona mezopelagică este zona de la suprafața mării, unde lumina este slabă, dar persistentă. Stratul minim de oxigen din ocean variază în funcție de zonă și adâncime (700 m- 1000 m). De asemenea, zona mezopelagică abundă în substanțe nutritive. Zonele batipelagice și abisopelagice sunt afotice, ceea ce înseamnă că lumina nu pătrunde niciodată aici. Aceste zone reprezintă aproximativ 75% din spațiul oceanului locuit.
Zona epipelagică (0-200 m) este zona în care lumina pătrunde în apă și are loc fotosinteza. Aceasta este cunoscută și sub denumirea de zona fotică. Întrucât ,de obicei, zona fotică nu se întinde decât la câteva sute de metri sub apă, adâncul mării, care reprezintă aproximativ 90% din volumul oceanului, rămâne în întuneric. Adâncul mării este, de asemenea, un mediu extrem de ostil, cu temperaturi care foarte rar depășesc 3 °C (37.4 °F) și scad până la −1.8 °C (28.76 °F) (cu excepția ecosistemelor de aerisire hidrotermale care pot depăși 350 °C sau 662 °F), niveluri scăzute de oxigen și presiuni cuprinse între  20 și 1000 de atmosfere (între 2 și 100 megapascali).

## Mediu

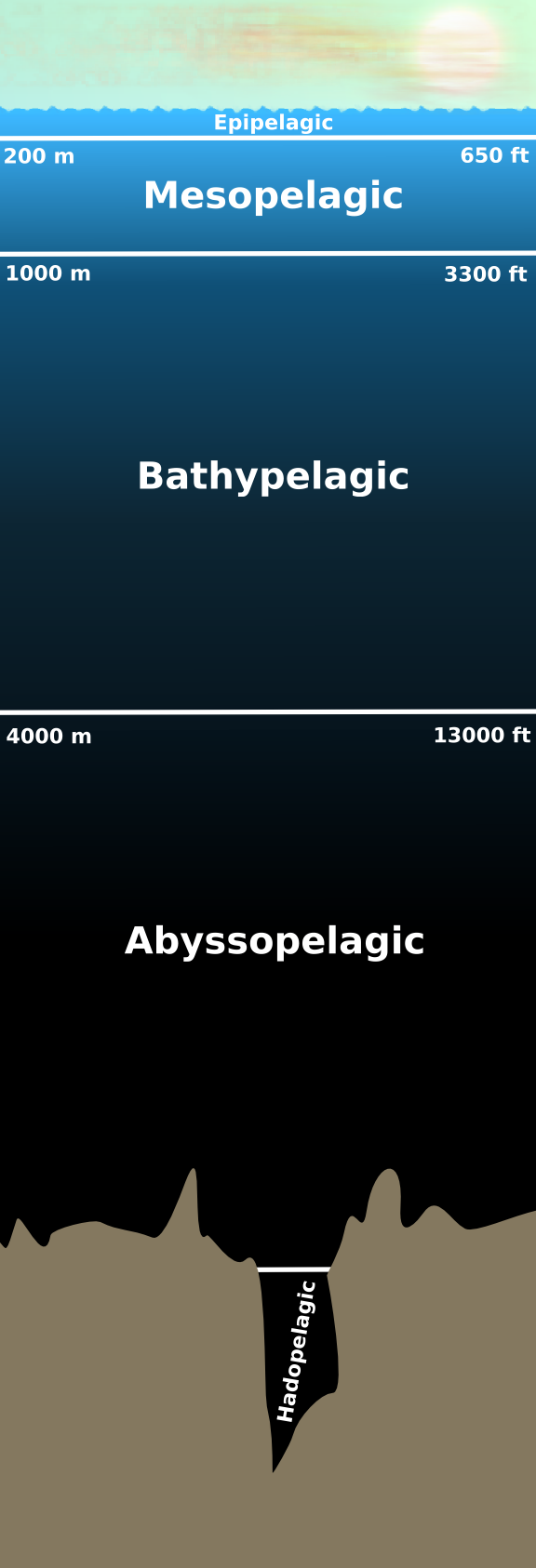
Straturile zonei pelagice

Cu mult sub zona epipelagică, în adâncul oceanului, apele favorizează existența unor tipuri foarte diferite de pești pelagici, adaptați să trăiască la asemenea adâncimi.
În adâncul apelor, zăpada marină reprezintă, de fapt, materiale organice descompuse care cad dinspre straturile superioare ale coloanei de apă. Zona fotică productivă favorizează apariția acestui fenomen. Zăpada marină include plancton mort sau aproape mort, protiste (diatome), materii fecale, nisip, funingine și alte nisipuri anorganice. „Fulgii de zăpadă” se dezvoltă cu trecerea timpului și pot atinge câțiva centimetri în diametru, călătorind săptămâni întregi înainte de a ajunge pe fundul oceanului. Cu toate acestea, majoritatea componentelor organice ale zăpezii marine sunt consumate de microbi, zooplancton, precum și de alte animale care se hrănesc prin filtrare în primii 1000 m de călătorie, adică în zona epipelagică. Astfel, zăpada marină poate fi considerată fundamentul ecosistemelor mezopelagic și bentic de mare adâncime: întrucât lumina soarelui nu penetrează aceste ecosisteme, sursa principală de energie a acestor organisme de mare adâncime rămâne zăpada marină. 
Unele grupuri pelagice de mare adâncime, printre care se numără peștele lanternă, precum și peștii din familiile ridgehead, marine hatchetfish și lightfish sunt uneori clasificați ca pseudooceanici, nefiind întâlniți doar în întinderile nesfârșite de apă, ci sunt prezenți și în oazele structurale, în special în cele a monturilor de pe malul mării și de-a lungul versanților continentali. Fenomenul se explică prin abundența speciilor de pradă care sunt, de asemenea, atrase de aceste structuri. 
La fiecare 10 m adâncime, presiunea hidrostatică crește cu 1 atmosferă. Presiunea din interiorul corpului organismelor de mare adâncime este la fel ca cea exercitată asupra lor din exterior, astfel încât acestea nu sunt zdrobite de presiunea extremă. Cu toate acestea, fluiditatea mebranelor acestor organisme este redusă din cauza presiunii interne, care face ca moleculele lor să fie foarte presate. Fluiditatea membranelor celulare crește eficiența funcțiilor biologice, cea mai importantă fiind producția de proteine, astfel încât organismele s-au adaptat la această stare prin creșterea proporției de acizi grași nesaturați din lipidele membranelor celulare. Pe lângă diferențele de presiune internă, aceste organisme au dezvoltat un echilibru diferit între reacțiile lor metabolice, spre deosebire de organismele care trăiesc în zona epipelagică. David Wharton, autorul cărții Viața la limite: Organisme în medii extreme, afirmă că „Reacțiile biochimice sunt însoțite de modificări ale volumului. Dacă o reacție are ca rezultat o creștere a volumului, aceasta va fi împiedicată de presiune, însă, dacă este asociată cu o scădere a volumului, va fi îmbunătățită”. Aceasta înseamnă că, în cele din urmă, volumul organismului va fi redus până la un anumit punct de procesele lor metabolice.

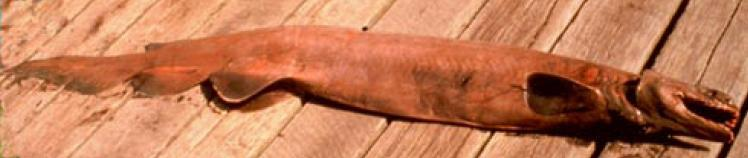
Oamenii văd foarte rar rechini zimțați în viață, așa că nu au de ce se teme (deși oamenii de știință s-au tăiat din greșeală la degete examinându-le dinții).

Majoritatea peștilor care s-au dezvoltat în acest mediu ostil nu sunt capabili să supraviețuiască în condiții de laborator, iar încercările de a-i menține în viață au eșuat. Organismele de mare adâncime prezintă spații pline cu gaz (vacuole). La presiune înaltă, gazul este comprimat, iar la presiune scăzută, acesta se extinde. Drept urmare, aceste organisme nu supraviețuiesc dacă ies la suprafață.

## Caracteristici

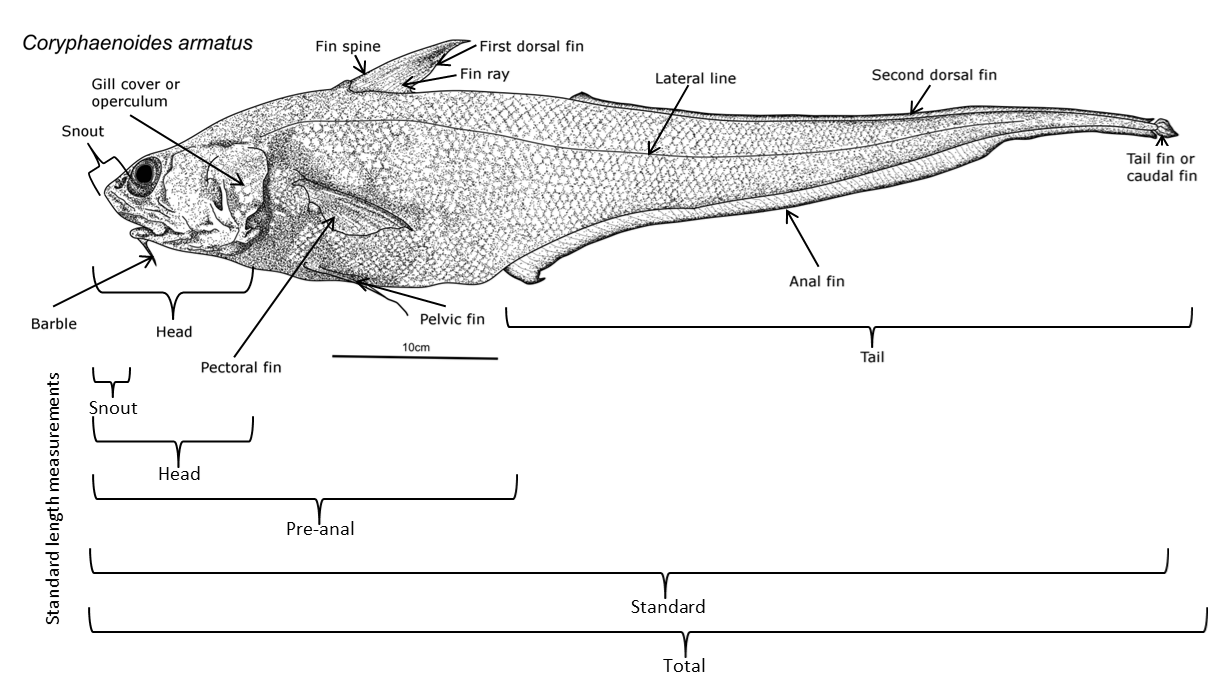
Schema caracteristicilor externe ale unui grenadier abisal și a măsurătorilor standard ale lungimii.

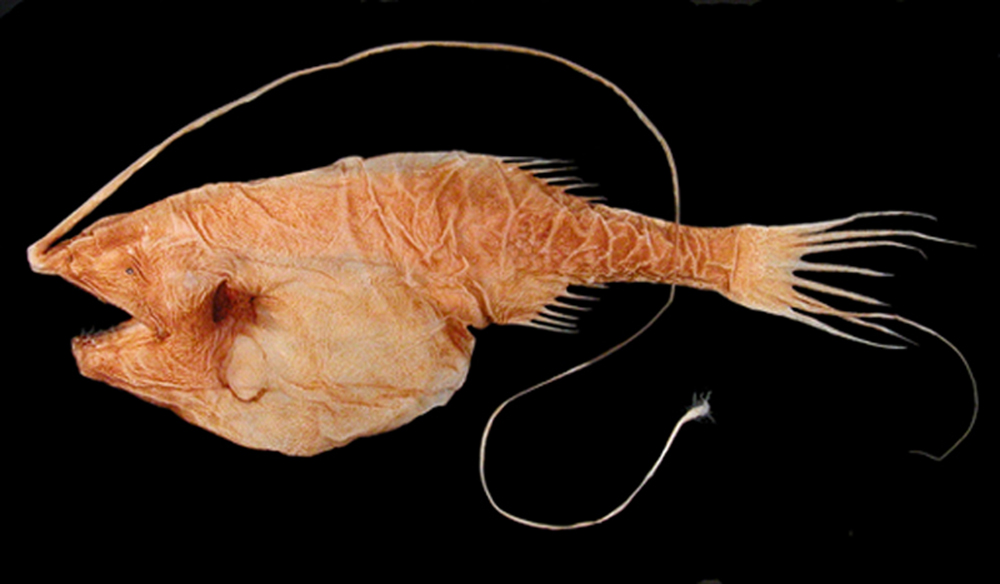
Gigantactis este un pește de mare adâncime, cu o înotătoare dorsală și cu un filament foarte lung, terminat cu o luminiță fotoforă care atrage prada.

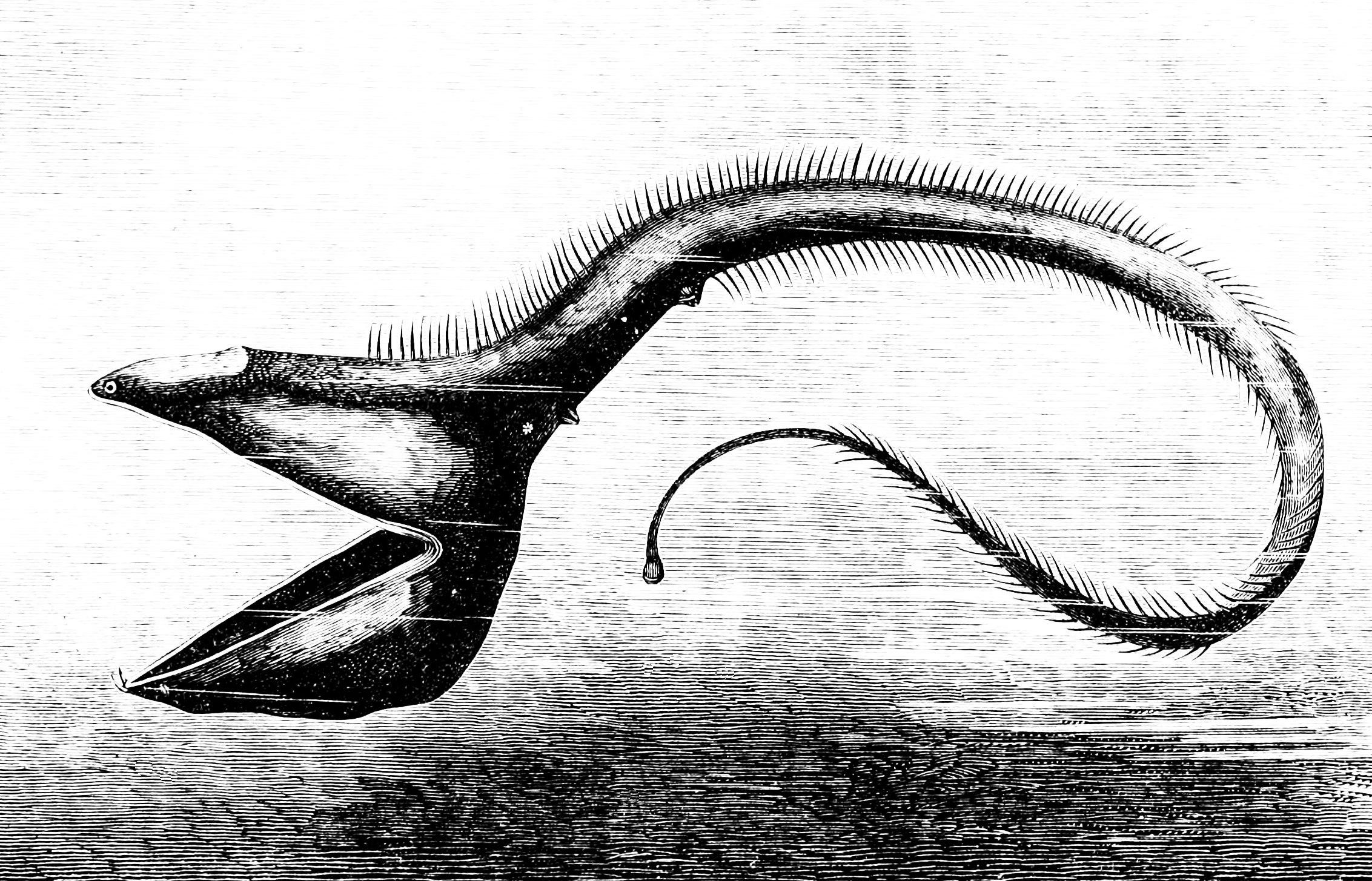
Anghila pelican

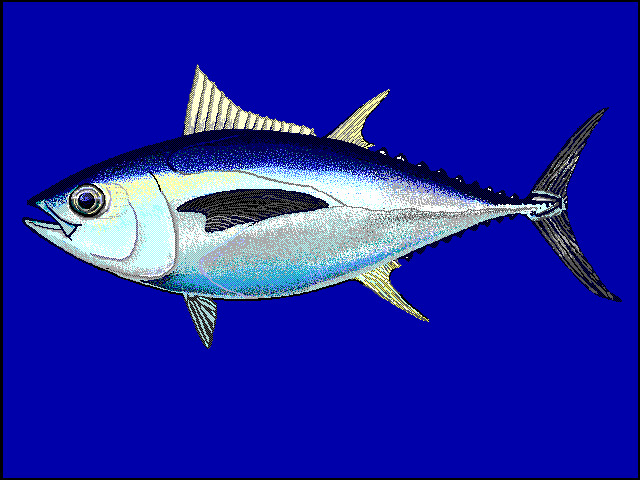
Tonul cu ochii mari înoată în zona epipelagică pe timpul nopții și în zona mezopelagică pe timpul zilei.

Peștii de mare adâncime prezintă anumite abilități care le favorizează supraviețuirea în această zonă. Întrucât mulți dintre acești pești trăiesc în zone în care nu pătrunde lumina soarelui, ei nu se pot baza doar pe vedere pentru a localiza prada și a evita să devină pradă, precum și pentru a se împerechea. Peștii de mare adâncime s-au adaptat corespunzător la întunericul extrem în care trăiesc. Multe dintre aceste organisme sunt oarbe și se bazează pe celelalte simțuri, cum ar fi sensibilitățile la schimbările presiunii și mirosului local, pentru a-și prinde hrana și a evita să devină pradă. Peștii care nu sunt orbi au ochi mari și sensibili care pot folosi lumina bioluminiscentă. Spre deosebire de ochii umani, acești ochi pot fi de 100 de ori mai sensibili la lumină. De asemenea, pentru a evita să devină pradă, multe specii au culoarea închisă, ceea ce îi ajută să se încadreze perfect în peisaj.
Mulți pești de mare adâncime sunt bioluminiscenți, având ochii extrem de mari, adaptați la întuneric. Organismele bioluminiscente sunt capabile să producă lumină naturală prin agitația moleculelor de luciferină, care produc apoi lumină. Acest proces este posibil doar în prezența oxigenului. Aceste organisme sunt frecvente în zona mezopelagică și chiar mai adânc (200 m și sub 200 m). Peste 50% din peștii de mare adâncime, precum și unele specii de creveți și calamar, pot produce bioluminiscență. Aproximativ 80% dintre aceste organisme au fotofore- celule glandulare producătore de lumină care conțin bacterii luminoase delimitate de colorații întunecate. Unele dintre aceste fotofore conțin lentile foarte asemănătoare cu cele din ochii oamenilor, care pot intensifica sau diminua răspândirea luminii. Capacitatea de a produce lumină necesită doar 1% din energia organismului și este folosită la căutarea hranei și ademenirea prăzii, precum în cazul peștelui undițar, la revendicarea teritoriului, la comunicare și împerechere, precum și la distragerea sau orbirea temporară a prădătorilor pentru a scăpa de prădătorii din apele mai adânci, luminându-și burticile în culoarea și intensitatea luminii care se reflectă în apă, creând, astfel, o diversiune. Această tactică este cunoscută sub numele de contra-iluminare.
Peștii de mare adâncime trăiesc numai în apele adânci, deși unele specii se nasc în ape mai puțin adânci și, când ating vârsta maturității, înoată spre ape mai adânci. Indiferent de adâncimea la care se află ouăle și larvele, acestea aparțin zonei pelagice. Acest stil de viață planctonic- în derivă- necesită plutire neutră. Astfel, ouăle și larvele conțin adesea în plasma lor picături de ulei. Când aceste organisme ajung la maturitate, au nevoie de alte adaptări pentru a-și menține pozițiile în coloana de apă. În general, densitatea apei provoacă o forță ascensională- aspectul flotabilității care face ca organismele să plutească. Pentru a împiedica acest lucru, densitatea unui organism trebuie să fie mai mare decât cea a apei din jur. Majoritatea țesuturilor animale sunt mai dense decât apa, ceea ce înseamnă că trebuie să găsească un echilibru care să le facă să plutească.  Multe organisme dezvoltă vezici de înot (cavități de gaz) pentru a rămâne în apele de suprafață dar, din cauza presiunii ridicate a mediului înconjurător, peștii de mare adâncime nu au, de obicei, acest organ. În schimb, prezintă structuri similare cu hidrocarburile care le permit o ridicare hidrodinamică. S-a descoperit, de asemenea, că, cu cât un pește trăiește în ape mai adânci, cu atât țesutul său este mai asemănător cu jeleul și cu atât structura osoasă este mai redusă. Peștii își reduc densitatea țesuturilor prin conținutul ridicat de grăsimi, diminuarea greutății scheletice- realizată prin micșorarea dimensiunilor, grosimii și conâinutului de minerale- iar acumularea de apă  îi împiedică să se miște la fel de repede și agil ca peștii de suprafață. 
Din cauza nivelului redus de lumină fotosintetică care pătrunde în mediile de mare adâncime, cei mai mulți pești se hrănesc cu materia organică care se scufundă din apele de suprafață sau, în cazuri rare, din aerisirile hidrotermale pentru nutrienți. Acest lucru face ca adâncul oceanului să fie mult mai sărac în productivitate decât zonele de apă mai puțin adânci. De asemenea, atât animalele, cât și hrana din mediul pelagic sunt o raritate. Din această cauză, organismele trebuie să dispună de anumite caracteristici care să le permită să supraviețuiască. Unele au antene lungi care le ajută să localizeze prada sau să se împerecheze în abisul oceanului. De exemplu, capul peștelui undițar, pește care trăiește în adâncul mării, are o prelungire lungă, asemănătoare cu o undiță, la capătul căreia se află o bucată bioluminiscentă de piele care imită mișcările unui vierme pentru a-și ademeni prada. Altele trebuie să consume pești de aceeași dimensiune sau chiar mai mari și au nevoie de adaptări care să le permită o digerare eficientă. Dinții mari și ascuțiți, fălcile articulate, gurile disproporționat de mari și corpurile extensibile sunt câteva dintre caracteristicile pe care peștii de mare adâncime le posedă în acest scop. Anghila pelican este un exemplu de organism care prezintă toate aceste caracteristici. 
Peștii din diferitele zone pelagice și bentice cu ape foarte adânci sunt altfel structurați din punct de vedere fizic și se comportă în moduri care diferă semnificativ unele de celelalte. Grupurile de specii care trăiesc în ambele zone par să aibă caracteristici asemănătoare, cum ar fi organismele de mici dimensiuni din zona mezopelagică, care migrează vertical și se hrănesc cu plancton, peștii undițari din zona batipelagică, și grenadierii de mare adâncime. ”
Acantopterigienii, care prezintă înotătoare spinoase, sunt rar întâlniți printre peștii de mare adâncime, ceea ce sugerează că aceștia din urmă trăiesc acolo de foarte multă vreme și s-au adaptat atât de bine în acest mediu, încât migrațiile peștilor apăruți recent nu au avut succes.. Cele mai vechi și cunoscute specii de acantopterigieni care există sunt bercyformele și lampriformele. Majoritatea peștilor pelagici de mare adâncime aparțin aceleiași familii, ceea ce sugerează o evoluție îndelungată în mediile de mare adâncime. Spre deosebire de aceștia, peștii bentici din ape adânci se înrudesc cu mulți alți pești care trăiesc în ape de suprafață.
| Speciile din zona pelagică | Speciile din zona pelagică |
| --- | --- |
| Multe specii înoată zilnic între zone în migrații verticale Tabelul prezintă speciile cel mai des întâlnite în zona mezopelagică sau mai adâncă | |
| Zona | Speciile și grupurile de specii includ... |
| Epipelagică | - macrou, rechin requiem și rechin-balenă - clupeiforme - hering, hamsie - Salmonidae - somon - ateriniforme - pești zburători, pește jumătate de coadă, scrumbioară de Pacific - perciforme - carangide, pește-delfin, plătică, baracude, ton, zărgan.                           |
| Mezopelagică | Pește lanternă, pește lună, somon-lup, pește cu cap transparent, pește ridgehead, pește-dragon, malacosteus niger, peștii din familia marine hatchetfish |
| Batipelagică | În principal pești din familia Gonostomatidae și pește undițar. De asemenea, anoplogaster, pește viperă, înghițitor negru, caras telescop, pește ciocan, pește pumnal, baracudă, pește pescăruș negru, anghilă cu coadă bob, peștișor unicorn, anghilă pelican, barbourisia rufa. |
| Bentopelagică | Speciile de grenadier și brotulă sunt deosebit de abundente. |
| Bentică | Pleuronectiforme, mixine, mihalț, anghilă verde, pisică de mare, pește balon, și pește liliac |

| Structura comparativă a peștilor pelagici | Structura comparativă a peștilor pelagici | Structura comparativă a peștilor pelagici                                                                                   | Structura comparativă a peștilor pelagici | Structura comparativă a peștilor pelagici       |
|                                           | Epipelagici                               | Mezopelagici | Batipelagici                              | pești de adâncime bentică                       |
| ----------------------------------------- | ----------------------------------------- | --- | ----------------------------------------- | ----------------------------------------------- |
| mușchi                                    |                                           | organisme musculare, oase osificate, solzi, branhii bine dezvoltate și sisteme nervoase centrale, și inimi și rinichi mari. | slab dezvoltați, moi                      |                                                 |
| schelet                                   |                                           | oase puternice, osificate                                                                                                   | osificare slabă și aproape inexistentă    |                                                 |
| solzi                                     |                                           | da | nu                                        |                                                 |
| sisteme nervoase                          |                                           | bine dezvoltate | linie laterală și numai olfactivă         |                                                 |
| ochi                                      |                                           | mari și sensibili | mici, cu vedere foarte slabă              | variază (de la bine dezvoltați până la absenți) |
| fotofore                                  | absente                                   | prezente | prezente                                  | de obicei absente                               |
| branhii                                   |                                           | bine dezvoltate |                                           |                                                 |
| rinichi                                   |                                           | mari | mici                                      |                                                 |
| inimă                                     |                                           | mare | mică                                      |                                                 |
| vezică înotătoare                         |                                           | peștii care migrează vertical au vezică înotătoare                                                                          | micșorată sau absentă                     | variază (de la bine dezvoltată la absentă)      |
| dimensiune                                |                                           | | de obicei sub 25 cm                       | variază, există și specii mai mari de un metru  |

## Pești mezopelagici

Pești mezopelagici
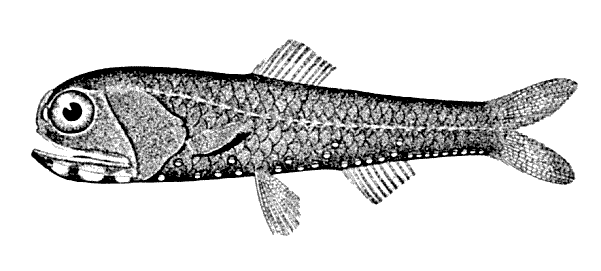
Majoritatea peștilor mezopelagici sunt organisme de mici dimensiuni care se hrănesc prin filtrare și care, pe timpul nopții, înoată spre zona epipelagică bogată în nutrienți. Pe timpul zilei, aceștia revin în apele întunecate, reci și sărace în oxigen din zona mezopelagică unde prădătorii nu îi pot găsi cu ușurință. Peștele lanternă reprezintă aproximativ 65% din toată biomasa peștilor de mare adâncime și este, în mare măsură, responsabil pentru stratul de împrăștiere adâncă din oceanele lumii.
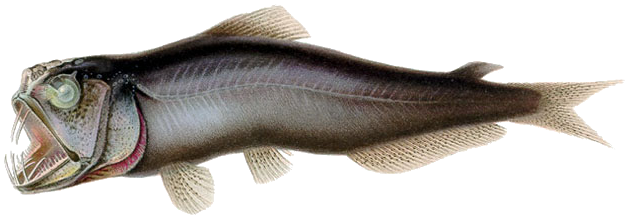
Cei mai mulți dintre peștii mezopelagici sunt prădători de pândă, precum peștele dragon. Acesta își folosește ochii telescopici, îndreptați în sus pentru a găsi prada ascunsă în întuneric. Dinții curbați și ascuțiți favorizează prinderea altor pești care nu mai au cale de scăpare.
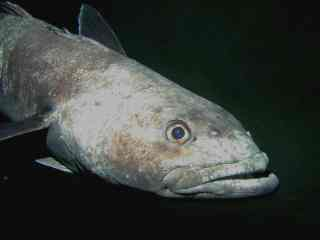
Codul de Antarctica are ochii mari, îndreptați în sus, adaptați pentru a detecta prezența peștilor prădători.
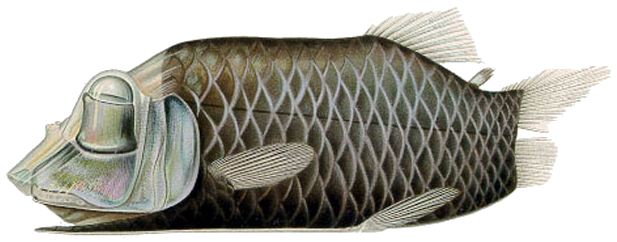
Peștele cu cap transparent are ochi tubulari asemănători cu un butoi, care sunt, în general, îndreptați în sus, dar pot vedea și în față.
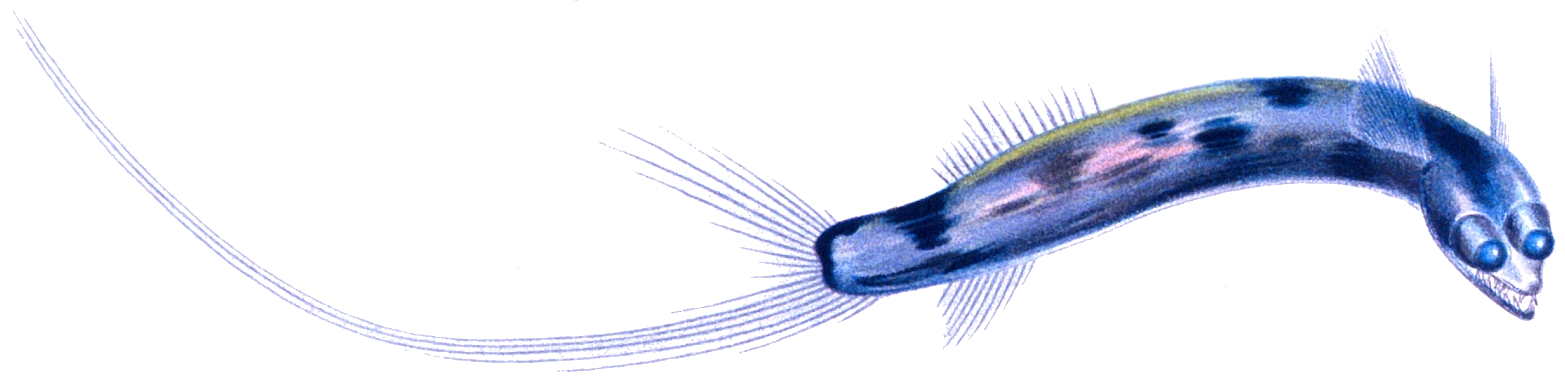
Peștele telescopic are ochi telescopici mari, orientați în față, prevăzuți cu lentile la fel de mari.

Sub zona epipelagică, condițiile se schimbă foarte repede. Între 200 si aproximativ 1000 de metri, lumina scade treptat până când nu mai există aproape deloc. Astfel, diferența de temperatură dintre zone, denumită și  termoclină, provoacă temperaturi foarte scăzute cuprinse între 3,9 °C (39 °F) și 7,8 °C (46 °F). Aceasta este zona crepusculară sau mezopelagică. La fiecare 10 metri, presiunea crește cu o atmosferă, în timp ce concentrațiile de nutrienți scad, împreună cu oxigenul dizolvat și viteza cu care circulă apa.”
În timpul celui de-al Doilea Război Mondial, cercetătorii, folosind detectoarele sonice abia apărute la acea vreme, au fost induși în eroare de ceea ce părea a fi fundul mării, care ziua atingea între 300-500 de metri adâncime, iar noaptea părea mai puțin adânc. Acest lucru s-a datorat milioanelor de organisme marine, în special peștilor mezopelagici de dimensiuni mici, ale căror vezici înotătoare apăreau pe sonar. La lăsarea serii, aceste organisme înoată înspre apele puțin adânci pentru a se hrăni cu plancton. Astfel, când luna este pe cer, apa pare mai adâncă, însă dacă norii acoperă luna, este exact invers. Acest fenomen este cunoscut sub numele de  strat de împrăștiere adâncă.
Majoritatea peștilor mezopelagici migrează vertical în fiecare zi, însă noaptea înoată înspre zona epipelagică, căutând adesea migrații similare ale zooplanctonului, și ziua se întorc în adâncuri pentru a se feri de orice fel de pericol. Aceste migrații verticale au loc adesea pe distanțe verticale mari și sunt realizate cu ajutorul unei vezici înotătoare. Aceasta se umflă atunci când peștele înoată înspre apele superioare și, având în vedere presiunile ridicate din zona mezopelagică, procesul necesită o energie semnificativă. Pe măsură ce peștele înoată înspre apele superioare, presiunea din vezica înotătoare trebuie să se ajusteze pentru a preveni explozia. Când peștele revine în apele adânci, vezica se dezumflă. Unii pești mezopelagici, adaptându-se cu ușurință la schimbările temperaturii, migrează zilnic prin termoclină, unde temperatura trece de la 50 °F (10 °C) la 69 °F (20 °C).
Acești pești au organisme musculare, oase osificate, solzi, branhii bine dezvoltate și sisteme nervoase centrale, și inimi și rinichi mari. Peștii mezopelagici care se hrănesc cu plancton au guri mici prevăzute cu spini branhiali, în timp ce  piscivorele au guri mari și spini branhiali mai groși. Peștii care migrează vertical au vezici înotătoare.
Peștii mezopelagici sunt adaptați la mediul de viață în care lumina este destul de scăzută. Mulți dintre aceștia sunt prădători care se bazează pe vedere, având ochii mari. Unii dintre peștii de mare adâncime au ochi tubulari prevăzuți cu lentile mari și numai  celule cu bastonașe care îndreaptă privirea în sus. Acestea le oferă atât o vedere binoculară, cât și o mare sensibilitate la semnalele luminoase scăzute. Astfel, vederea lor este cu mult mai îmbunătățită în comparație cu vederea laterală, permițând prădătorului să prindă calamarul, sepia, și peștii mici ascunși în întunericul de deasupra lor.
În general, peștii mezopelagici nu au spini cu care să se apere, folosindu-și culoarea pentru a se camufla de alți pești. Prădătorii de pândă au culoarea neagră sau roșie. Întrucât lungimile de undă mai lungi și roșii nu ajung la adâncimi așa de mari, roșul nu se deosebește de negru. Formele migratoare folosesc culori argintii contrastive. Pe burticile lor există, de cele mai multe ori,  fotofore care produc o lumină foarte slabă. Această bioluminiscență camuflează silueta peștelui de prădătorul aflat la o adâncime mai joasă, al cărui vedere este îndreptată în sus. Însă, unii dintre acești prădători au lentile galbene care filtrează lumina ambientală (mai puțin pe cea roșie), făcând vizibilă bioluminiscența.
Peștele  spookfish cu bot maro, o specie de pește cu cap transparent, este singurul vertebrat cunoscut care are vedere în oglindă, și nu lentile.
Prelevarea de probe prin intermediul  pescuitului de mare adâncime indică faptul că peștele lanternă reprezintă 65% din totalul  biomasei de pești de mare adâncime. Într-adevăr, peștele lanternă este printre cele mai răspândite, populate și variate dintre toate vertebratele, având un rol ecologic important ca pradă pentru organismele mai mari. Biomasa de pește lanternă estimată la nivel mondial este de 550-660 de milioane de  tone metrice, însemnând de câteva ori întreaga captură a pescuitului mondial. Peștele lanternă reprezintă, de asemenea, o mare parte din biomasa responsabilă de stratul de împrăștiere adâncă din oceanele lumii. Sonarul reflectă milioanele de vezici înotătoare ale peștilor lanternă, creând impresia unui fals fund de mare.
Tonul cu ochii mari este o specie epipelagică/ mezopelagică care se hrănește cu alți pești. Imaginile din satelit au arătat că deseori tonul cu ochii mari petrece mult timp înotând în adâncul mării pe timpul zilei, scufundându-se uneori până la 500 de metri adâncime. Aceste deplasări sunt considerate drept răspuns la migrațiile verticale ale organismelor de pradă din stratul de împrăștiere adâncă.

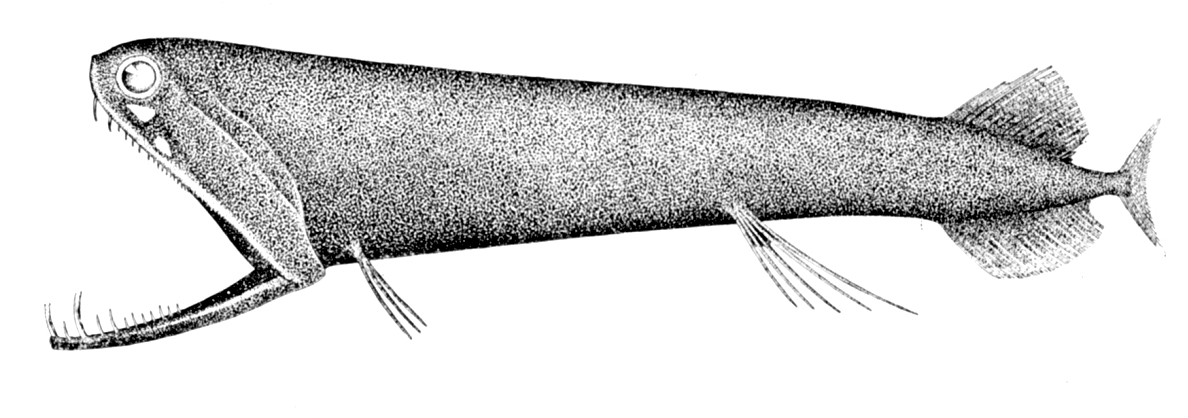
Malacosteus niger are maxilarul inferior cât un sfert din corpul său. Acesta nu se închide niciodată și este susținut de o articulație și de un os modificat al limbii. Dinții mari din față, asemănători cu niște colți, sunt urmați de mulți alți dințișori ascuțiți.
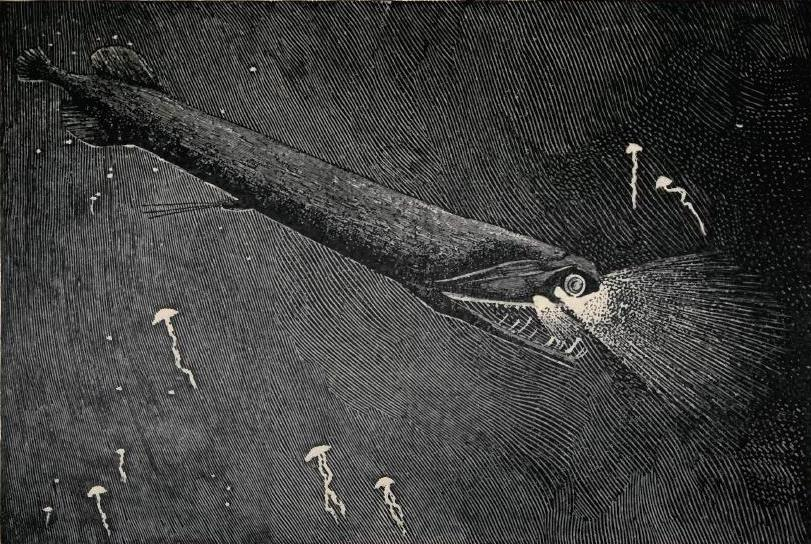
De asemenea, malacosteus niger este printre puținii pești care produc bioluminiscență roșie. Întrucât prada nu percepe lumina roșie, malacosteus niger poate vâna „pe nevăzute” la adâncimi atât de mari.
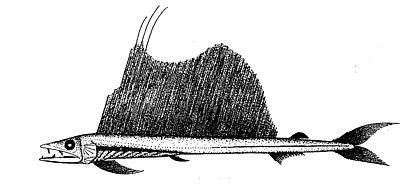
Somonul-lup. Somonul-lup este un prădător de pândă care își petrece tot timpul în zona mezopelagică. Acesta se numără printre cei mari pești mezopelagici (poate atinge și 2m).
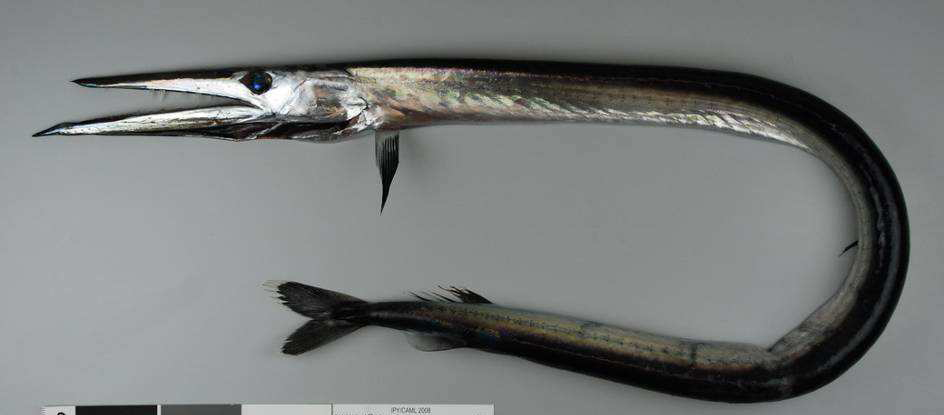
Peștele pumnal paralizează alți pești mezopelagici atunci când îi prinde cu dinții asemănători unui pumnal.

## Pești batipelagici

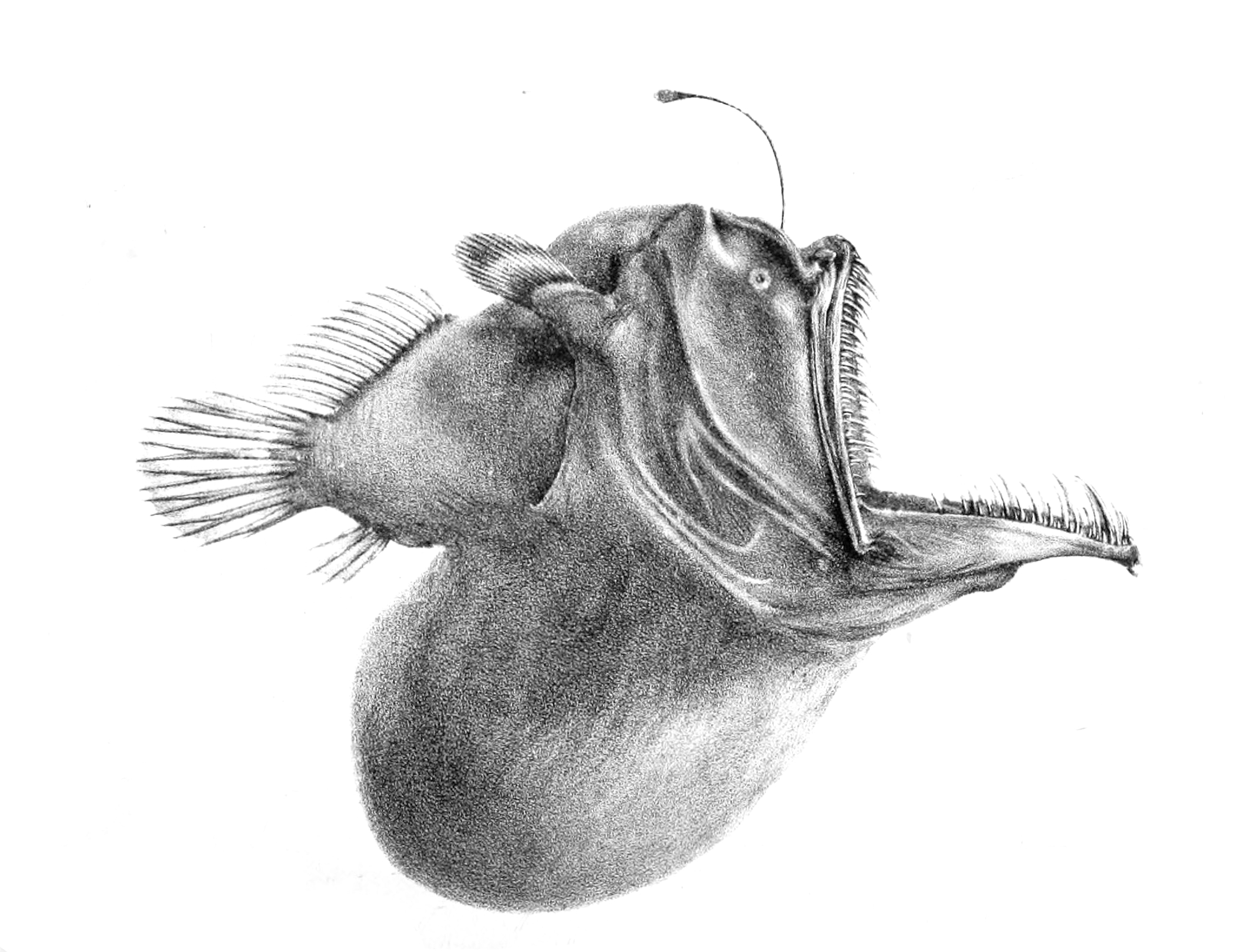
Peștele undițar este un prădător de pândă din zona batipelagică care își atrage prada cu o luminiță fotoforă. Se poate hrăni cu o pradă mai mare decât el pe care o înghite cu tot cu apă atunci când își deschide gura.
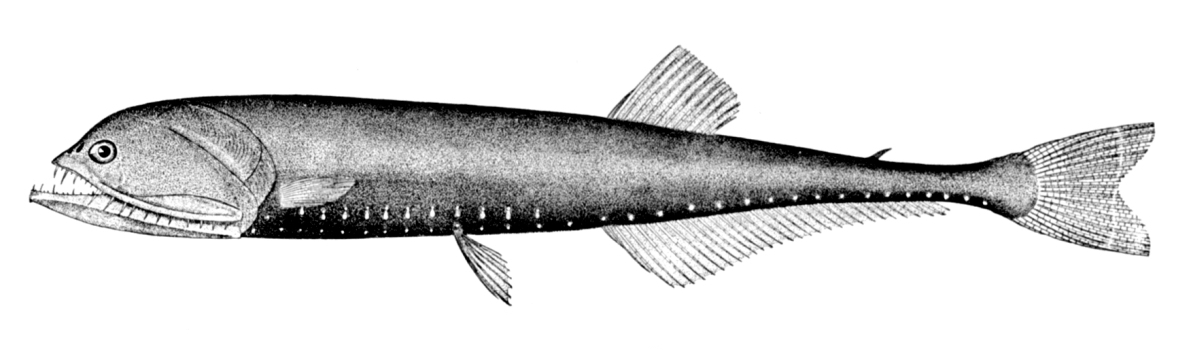
Mulți pești din familia Gonostomatidae, precum "spark anglemouth" de mai sus, sunt, de asemenea, prădători de pândă din zona batipelagică care pot înghiți o pradă mai mare decât ei înșiși. Aceștia sunt printre cele mai răspândite specii dintre toate familiile de vertebrate.
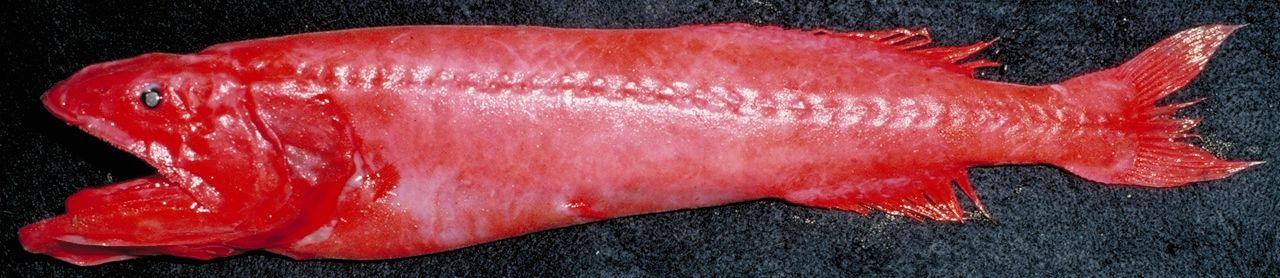
Cât încă este pui, peștele din specia barbourisia rufa de culoare roșie face migrații verticale nocturne în zona mezopelagică inferioară pentru a se hrăni cu copepode. Însă, când masculii fac trecerea spre adulți, dezvoltă un ficat foarte mare, iar fălcile lor se închid. Aceștia nu mai mănâncă, ci continuă să metabolizeze energia stocată în ficat.
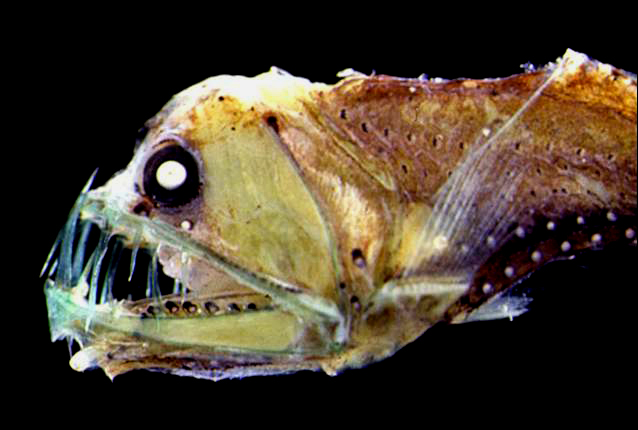
Peștele viperă poate face migrații nocturne de la adâncimile batipelagice până la apele de suprafață.
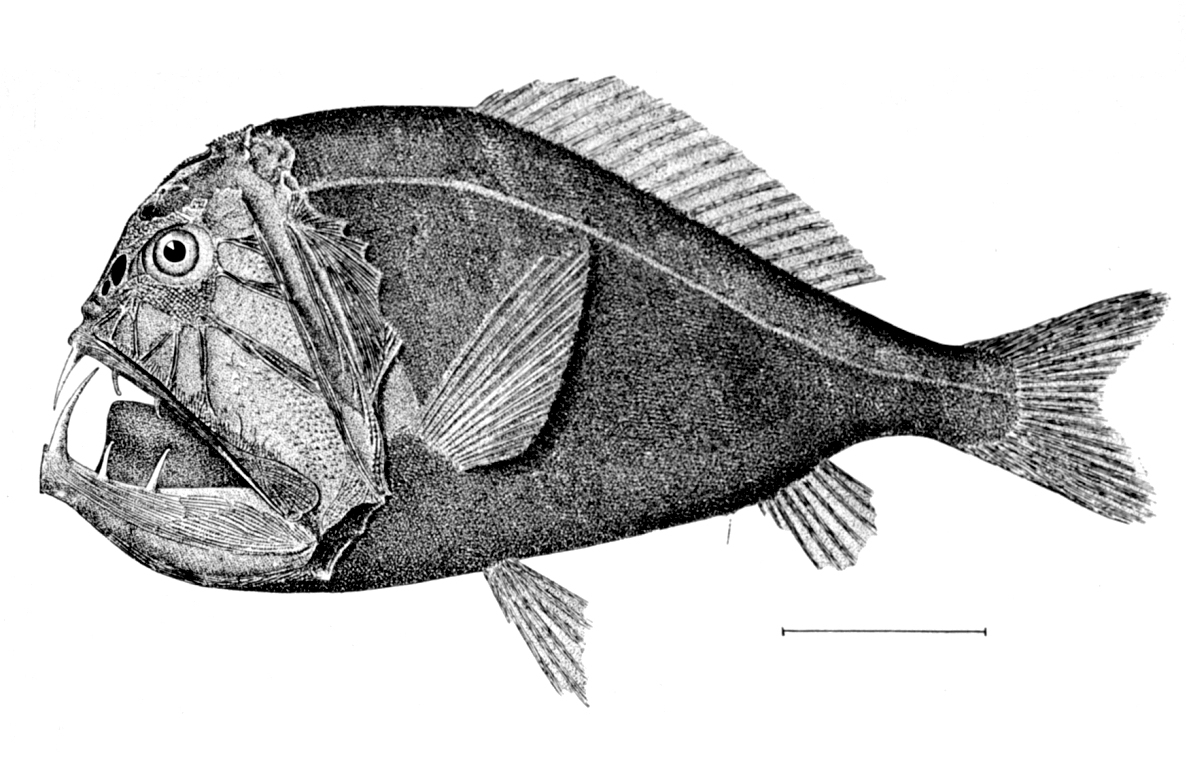
Dintre toți peștii din ocean, peștii din specia anoplogaster răspândiți la scară largă, au cei mai mari dinți care sunt proporționali cu mărimea capului lor. În ciuda aspectului lor feroce, aceste creaturi din adâncuri sunt în mare parte pești în miniatură cu mușchi slabi, fiind prea mici pentru a reprezenta vreo amenințare pentru oameni.

Sub zona mezopelagică începe abisul. Aceasta se mai numește si zona crepusculară (sau zona batipelagică), care se întinde de la 1000 de metri adâncime până la zona bentică de foarte mare adâncime. În cazurile excepționale în care apa este extrem de adâncă, zona pelagică de sub 4000 de metri este uneori numită și  zona abisopelagică.
În aceste zone condițiile sunt aproape aceleași, întunericul este absolut, presiunea este zdrobitoare, iar temperatuirle, nutrienții și nivelul de oxigen sunt foarte scăzute.
Peștii batipelagici au adaptări speciale pentru a putea face față acestor condiții: au metabolisme lente și diete obișnuite, mâncând orice le iese în cale. Aceștia preferă să stea la pândă, mai degrabă decât să vâneze și să-și consume energia. Comportamentul peștilor batipelagici este diferit față de cel al peștilor mezopelgici. Peștii mezopelagici sunt adesea extrem de agili, în timp ce aproape toți peștii batipelagici sunt prădători care stau la pândă și nu se mișcă decât foarte puțin pentru a nu-și consuma energia.
Printre peștii batipelagici care predomină se numără peștișorii din fmilia Gonostomatidae și peștele pescar; întâlnim, de asemenea, și anoplogaster, pește viperă, pește pumnal și baracudă. Cei mai mulți dintre aceștia sunt mici, măsurând aproximativ 10 cm, foarte puțini fiind cei care depășesc 25 cm. Ei își petrec cea mai mare parte a timpului la pândă în coloana de apă, așteptând ca prada să fie atrasă de fosforii lor. Resursele de energie prezente în zona batipelagică provin din straturile superioare de apă sub formă de resturi, materie fecală, și uneori nevertebrate sau pești mezopelagici. Aproximativ 20% din hrana existentă în zona epipelagică coboară în zona mezopelagică, dar doar aproximativ 5% din hrană ajunge până în zona batipelagică.
Peștii batipelagici sunt sedentari, adaptați să trăiască pe bază de energie minimă într-un habitat cu foarte puțină hrană sau energie disponibilă, nici măcar lumina soarelui nu pătrunde, având doar bioluminiscență. Corpurile lor sunt alungite cu mușchi slabi, apoși și structuri scheletice. Întrucât peștii sunt formați în mare parte din apă, presiunea foarte mare de la aceste adâncimi nu îi zdrobește. Prezintă fălci extensibile și articulate, cu dinți curbați.  Sunt lipicioși și nu au solzi. Sistemul nervos central se limitează la linia laterală și la sistemele olfactive, ochii sunt mici, cu vedere slabă sau inexistentă, iar branhiile, rinichii, inima și  vezicile înotătoare sunt mici sau lipsesc.
Aceste caracteristici sunt întâlnite și la larvele de pești, ceea ce sugerează că pe parcursul evoluției lor, peștii batipelagici au dobândit aceste caracteristici prin neotenie. Ca și în cazul larvelor, aceste caracteristici permit peștilor să stea nemișcați în apă și să-și păstreze resursele de energie pe o perioadă cât mai îndelungată.
În ciuda aspectului lor feroce, aceste creaturi din adâncuri sunt, în mare parte, pești de dimensiuni reduse, cu mușchi slabi, drept urmare, nu reprezintă vreun pericol pentru oameni.
Vezicile înotătoare ale peștilor de mare adâncime fie lipsesc, fie sunt foarte puțin funcționale, iar peștii batipelagici nu întreprind în mod normal migrații verticale. Umplerea vezicii înotătoare la presiuni atât de mari presupune un efort enorm de energie. Când sunt încă pui și trăiesc în zona epipelagică, unii pești de mare adâncime au vezici înotătoare funcționale, dar când aceștia ajung la maturitate și pleacă înspre zone mai adânci, vezicile înotătoare fie dispar, fie se umplu de grăsime.
Cele mai importante sisteme senzoriale sunt, de obicei, urechea internă, care răspunde la sunete și linia laterală, care răspunde la modificările presiunii apei. De asemenea, sistemul olfactiv ajută masculii să găsească femelele după miros.
Peștii batipelagici sunt negri sau roșii uneori, cu puține fotofore. De obicei, aceștia folosesc fotoforele pentru a ademeni prada sau pentru a atrage femelele. Deoarece mâncarea este atât de limitată, prădătorii batipelagici mănâncă orice se apropie suficient de mult de ei. Având o gură mare prevăzută cu dinți ascuțiți, peștii apucă prada care poate fi mai mare decât ei, iar spinii branhiali împiedică o pradă mai mică care a fost înghițită să scape.
În această zonă, găsirea unui partener este o misiune dificilă. Unele specii depind de bioluminiscență. Altele sunt hermafrodite, ceea ce dublează șansele de a produce atât ovule, cât și spermatozoizi atunci când găsesc un partener. Peștele undițar femelă eliberează feromoni pentru a atrage masculi minusculi. Când un mascul găsește o femelă undițar, mușcă din ea și rămâne agățat de ea pentru totdeauna. Când un mascul din specia peștelui undițar Haplophryne mollis mușcă din pielea unei femele, acesta eliberează o enzimă care îl topește în corpul ei, conectându-și vasele sanguine la cele ale femelei. Masculul se atrofiază apoi, devenind un buzunar de spermă. Acest dimorfism sexual extrem asigură faptul că, atunci când femela este pregătită de reproducere, ea are un partener disponibil imediat.
Pe lângă pești, în zona batipelagică trăiesc și multe alte creaturi de mare adâncime, precum calamarul, balenele albastre, caracatițele, bureții, scoicile, stelele de mare și echinoidele, însă această zonă nu este favorabilă pentru pești.

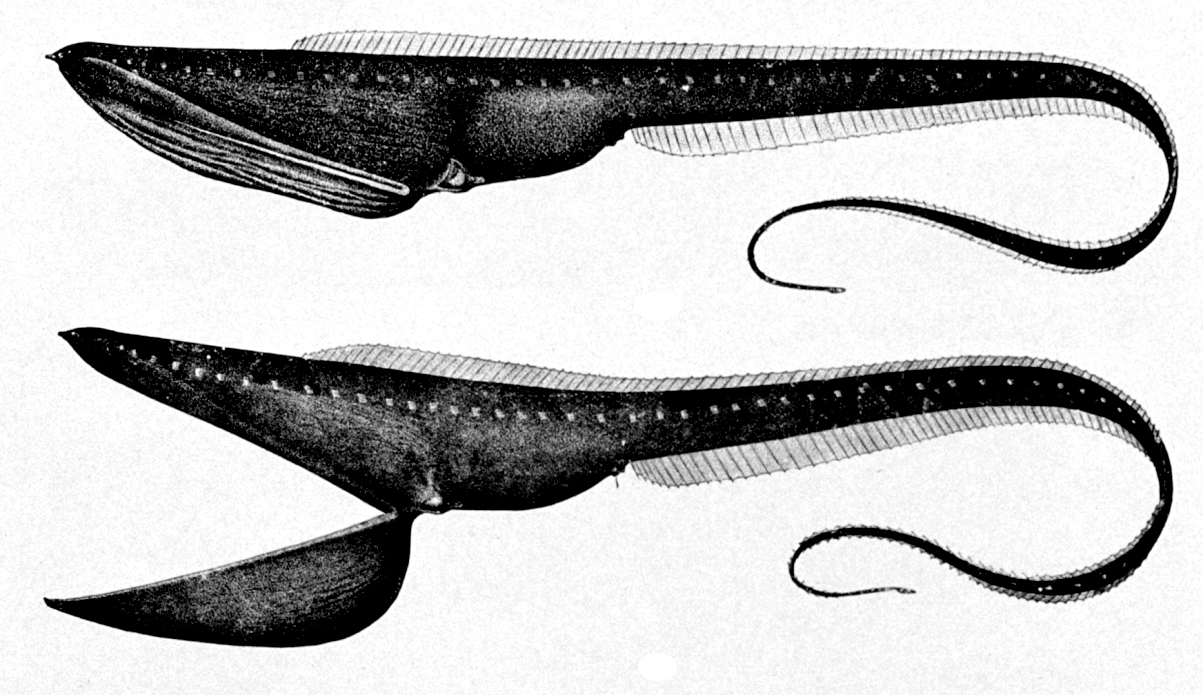
Anghila pelican își folosește gura ca o plasă, deschizând-o larg în timp ce înoată înspre pradă. Are un organ luminiscent în vârful cozii cu care își atrage prada.
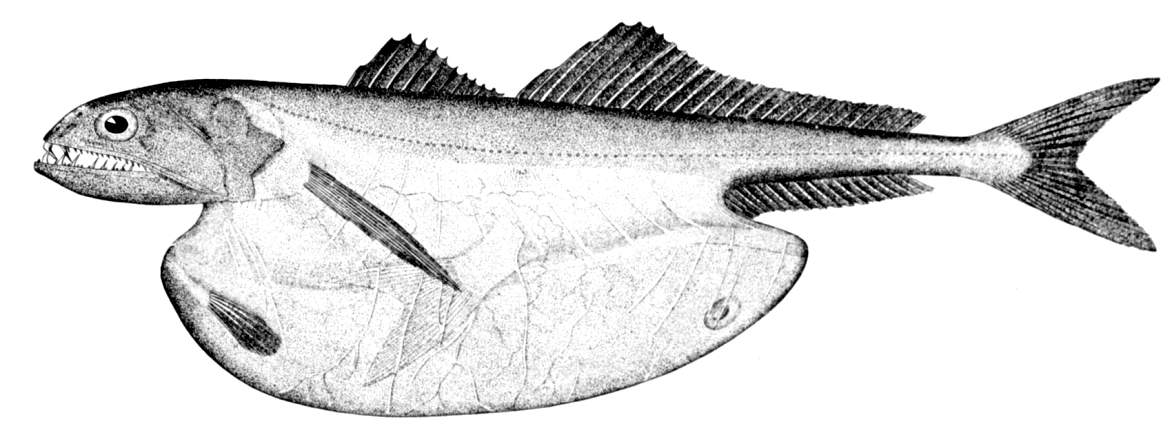
Înghițitorul negru, având un stomac generos, se evidențiază prin capacitatea sa de a înghiți pești osoși de zece ori mai mari decât el.
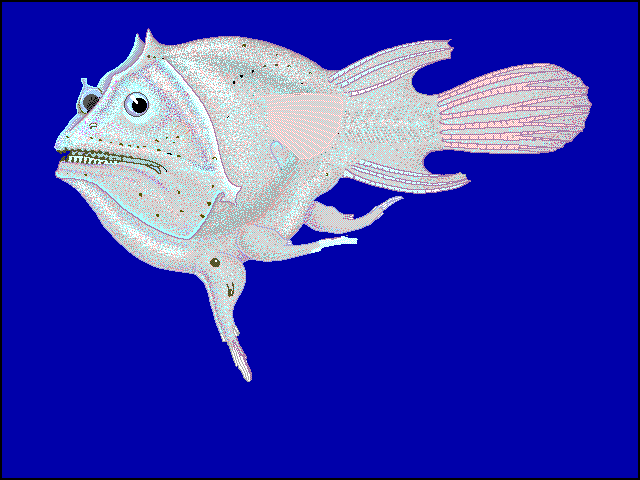
Femelele din specia peștelui undițar Haplophryne mollis au un mascul agățat de ele care, mai apoi, se atrofiază, devenind un buzunar de spermă. Atunci când femela este pregătită de reproducere, ea are un partener disponibil imediat.

## Pește lanternă

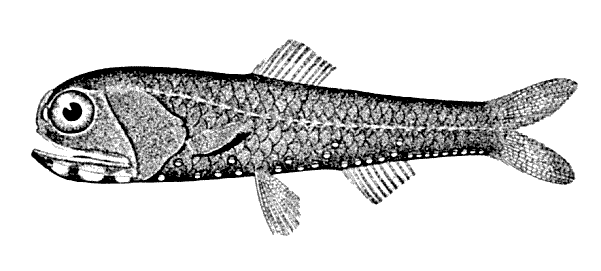
Peștele lanternă

Prelevarea de probe prin intermediul pescuitului de mare adâncime indică faptul că peștele lanternă reprezintă 65% din totalul  biomasei de pești de mare adâncime. Într-adevăr, peștele lanternă este printre cele mai răspândite, populate și variate dintre toate vertebratele, având un rol ecologic important ca pradă pentru organismele mai mari. Biomasa de pește lanternă estimată la nivel mondial este de 550-560 de milioane de  tone metrice, însemnând de câteva ori întreaga captură a pescuitului mondial. Peștele lanternă reprezintă, de asemenea, o mare parte din biomasa responsabilă de  stratul de împrăștiere adâncă din oceanele lumii. În  Oceanul Antarctic, peștele lanternă, alături de   krill, reprezintă o sursă alimentară alternativă pentru prădători precum  calamarul și pinguinul regal. Deși acești pești se găsesc din abundență și se reproduc foarte repede, în prezent există doar câteva  pescării comerciale de pește lanternă. Acestea includ pescuitul limitat în afara Africii de Sud, în Zona subarctică și în  Golful Oman.

## Specii pe cale de dispariție
O cercetare realizată în 2006 de oamenii de știință canadieni a arătat că cinci specii de pești de mare adâncime, printre care,  grenadierul albastru și anghila spinoasă, sunt pe cale de dispariție din cauza deplasării pescuitului comercial de pe  platformele continentale, până la adâncimi de 1600 de metri. Reproducerea lentă a acestor pești, care ating maturitatea sexuală la aproximativ aceeași vârstă cu oamenii, este unul dintre principalele motive pentru care stocurile de pești nu se pot recupera din pescuitul excesiv.